# Каруцкий, Василий Абрамович
Васи́лий Абра́мович Кару́цкий — видный деятель ВЧК-ОГПУ-НКВД СССР, комиссар государственной безопасности 3-го ранга. Входил в состав особой тройки НКВД СССР.

## Биография
Родился 28 февраля 1900 года в Томске, в семье приказчика. Еврей. Окончил Томскую мужскую гимназию (1918) и 1-й курс юридического факультета Томского университета, откуда был отчислен за неуспеваемость. Политикой до революции не занимался. В 1918 году служил по мобилизации в музыкальной команде армии Колчака, откуда дезертировал и ушёл к красным партизанам.

## Карьера
Член ВКП(б) в 1920 года. В органах ВЧК с 1919 года: заместитель начальника Особого отдела Восточно-Сибирского военного округа в Иркутске; следователь Революционного военного трибунала 26-й стрелковой дивизии, 5-й армии. Начальник Секретно-оперативной части Особого отдела ВЧК—ГПУ Восточно-Сибирского военного округа.
В органах ГПУ с 1922 года: начальник Приморского, Амурского областного отдела ГПУ. Начальник Секретно-оперативной части Ферганского областного отдела ГПУ; Председатель ГПУ Туркменской ССР; начальник Особого отдела ГПУ 1-й дивизии; начальник Секретно-оперативного управления Полномочного представительства ОГПУ по Средней Азии; заместитель полномочного представителя ОГПУ по Средней Азии; полномочный представитель ОГПУ по Казахстану.
В органах НКВД с 1934 года: начальник Управления НКВД по Казахской АССР, Западно-Сибирскому краю; начальник III-го отделения Секретно-политического отдела ГУГБ НКВД СССР; заместитель народного комиссара внутренних дел Белорусской ССР; начальник Управления НКВД по Западной, Смоленской, Московской области. Заместитель начальника IV-го отдела ГУГБ НКВД СССР. Этот период отмечен вхождением в состав особой тройки, созданной по приказу НКВД СССР от 30.07.1937 № 00447 и активным участием в сталинских репрессиях.
С 5 апреля 1938 года — член коллегии НКВД СССР.
Предвидя неминуемый арест, пытался застрелиться 13 мая 1938 года, в тот же день умер в Боткинской больнице. Был похоронен с воинскими почестями. Кремирован, прах в закрытом колумбарии Донского крематория.
Семья Каруцкого никаким репрессиям не подвергалась.

## Награды
- орден Ленина (19.12.1937)
- орден Красного Знамени (17.11.1934)
- два ордена Красной Звезды (20.07.1930, 20.12.1932)
- орден Трудового Красного Знамени Туркменской ССР (23.02.1928)
- орден Трудового Красного Знамени Узбекской ССР (19.12.1930)
- медаль «XX лет РККА» (22.02.1938)
- два знака «Почётный работник ВЧК-ГПУ» (в том числе 20.12.1932)